# Boztahta (Kozan)
Boztahta (türkisch für Grauholz) ist ein Ortsteil (Mahalle) im Landkreis Kozan der türkischen Provinz Adana mit 574 Einwohnern (Stand: Ende 2024). Im Jahr 2011 hatte der Ort 262 Einwohner.